# Husk (film)
Husk è un film del 2011 diretto da Brett Simmons. Si tratta del remake del film Scarecrows del 1988.

## Trama
Scott, Chris, Johnny, Brian e la sua ragazza Natalie si stanno dirigendo in Nebraska quando un gruppo di corvi attacca il loro suv, provocando un incidente stradale che fa svenire tutti. Al loro risveglio i ragazzi scoprono che Johnny è scomparso, per cui, mentre Natalie e Chris restano alla macchina, Brian e Scott entrano in un campo di grano per cercarlo. Nel campo, trovano uno spaventapasseri posizionato in una radura e una macchina arrugginita con il parabrezza ricoperto di carcasse di corvi. I due arrivano quindi ad una fattoria che sembra abbandonata e in decadenza, nonostante sia presente una luce al piano superiore. 
Alla macchina intanto Natalie vede un ragazzino correre nel campo: decide quindi di inseguirlo ma trova uno spaventapasseri maleodorante disteso al bordo del campo. Scopre dei resti umani all’interno di esso e corre quindi nel campo per cercare Brian. Intanto, Brian e Scott entrano nella stanza illuminata della fattoria e trovano un non-morto e mutilato Johnny che sta cucendo pezzi di juta insieme. Si interrompe improvvisamente e la stanza precipita nel buio, proprio quando si sentono le urla di Natalie dal campo. Chris, che aveva seguito Natalie, la vede venir attaccata e trascinata nel campo. Brian corre fuori dalla fattoria e nel campo, dove prima incontra Chris e dove poi i due trovano il corpo senza vita di Natalie appeso nella radura. Tuttavia Chris rabbrividisce vedendo una strana luce attraversare gli occhi di Natalie. Brian nota dei movimenti nel campo e insegue l’assassino, per poi scoprire essere solo uno spaventapasseri “senza vita”. Un secondo spaventapasseri lo attacca, pugnalandolo sulla spalla, finendo però sullo spaventapasseri disteso mentre Brian scappa verso la fattoria. 
In essa, Brian incolpa Chris di non aver aiutato Natalie, per poi lasciarlo solo e andare a cercare in cortile, insieme a Scott, degli strumenti per fuggire. Entrando nel fienile Scott ha un’allucinazione di un fattore abusare fisicamente del figlio (Corey) di fronte al figlio preferito (Alex) tuttavia Brian non ha la visione. 
Nella casa, Chris viene condotto dal ragazzino visto da Natalie nella stanza del cucito, in cui poi entra una non-morta Natalie che inizia a cucire una maschera da spaventapasseri. Chris prova ad uscire ma la porta è bloccata. Sentendo le sue grida di aiuto, Scott e Brian provano ad aprire la porta senza successo. 
Chris riesce a scappare dalla finestra ma cade e sviene. Brian riesce quindi a entrare nella stanza ma la trova vuota. Più tardi, Scott ha un’altra allucinazione, questa volta condotto da Corey nel campo, dove vede Corey uccidere Alex con un forcone accecato dalla gelosia, per poi vestire il suo corpo come uno spaventapasseri e lasciarlo lì nel campo. Scott si sveglia dall’allucinazione e si ritrova nella radura. Uno spaventapasseri lo attacca ma la sua testa viene colpita da Brian con un’ascia. Brian riporta Scott nella casa dove Chris ammette che anche lui e Natalie avevano visto un ragazzino. Nel mentre che Brian indaga nella casa, Chris cerca di convincere Scott che Brian sta impazzendo e che dovrebbero andarsene con il furgone che ha trovato nel fienile. Scott però si rifiuta e corre a cercare Brian. 
Nella cantina, Scott e Brian trovano i resti di Corey con un pistola indicante che il ragazzino è morto suicida. Fuori, Chris attiva il furgone e guida attraverso il campo finendo per essere attaccato da alcuni spaventapasseri. Brian lo salva, armatosi della pistola di Corey, ma viene ucciso dallo spaventapasseri di Natalie quando non riesce a spararle. 
Chris ritorna nella casa dove Scott ha dedotto che Alex è lo spirito che infesta il campo e l’unico momento in cui è sicuro è quando possiede il corpo di una nuova vittima e si trova al piano superiore a cucire una nuova maschera. Nel mentre che Alex è occupato a possedere Brian, Chris e Scott pianificano di bruciare il campo. Tuttavia Alex finisce prima che possano bruciarlo e li attacca con numerosi spaventapasseri. 
Chris ne uccide diversi prima che lui e Scott decidano di dividersi per avere una migliore chance di sopravvivenza. Nel mentre che Chris si fa strada attraverso il campo, viene appeso da Brian su un palo. Riesce a rompere la sua maschera in due, distruggendo il controllo di Alex sul cadavere ma sente un altro spaventapasseri avvicinarsi.
Scott si ritrova di nuovo nella radura dove Alex ha attaccato Chris. Ricordando la sua visione, Scott trova il forcone usato per uccidere Alex e lo pugnala più volte con esso. Quando Alex si rialza, Chris lo afferra, permettendo a Scott di scappare. Alex uccide quindi Chris e rincorre Scott che corre verso la strada: riesce ad emergere dal campo e collassa accanto al suv a causa delle sue ferite. 
Arriva una macchina e una coppia inizia ad indagare il suv ma Scott è troppo debole per urlare per ottenere la loro attenzione. Alex compare dal campo, posizionandosi tra la coppia ispezionante il suv e Scott e osserva Scott con uno sguardo sinistro per poi distendersi nascosto nell’erba alta. La coppia nota finalmente Scott e si precipita verso di lui: Scott non è però in grado di metterli in guardia e i titoli di coda compaiono. 

## Produzione
Nel 2005 il regista Brett Simmons presentò al Sundance Film Festival un cortometraggio horror intitolato Husk che trattava di un gruppo di giovani intrappolati in una casa colonica da una forza soprannaturale.
Dopo aver trovato i soldi necessari per l'impresa, il regista decise di trarre un film da quel cortometraggio modificandone il soggetto solamente in parte.
Il film venne girato in soli 18 giorni nell'agosto del 2009, ma non è stato distribuito nei cinema fino al 2011.